# Литовская Википедия
Лито́вская Википе́дия (лит. Lietuviškoji Vikipedija) — раздел Википедии на литовском языке. Это девятый раздел Википедии, основанный 20 февраля 2003.
Существует также раздел Википедии на жемайтском наречии.

## Статистика
По состоянию на 0:50 (UTC) 21 марта 2025 года раздел содержит 221 628 статей, занимая по этому параметру 52-е место среди всех языковых разделов.
В разделе зарегистрировано 196 021 участник, 9 из них имеют статус администратора; 359 участников совершили какие-либо действия за последние 30 дней; общее число правок за время существования раздела составляет 7 508 959.
Данный раздел использует принцип добросовестного использования (fair use). В настоящее время общее количество загруженных в раздел файлов составляет 26 383.

## История
Первой статьёй на литовском языке была компьютер (2003 год).
- 2005, 14 декабря — 10 000.
- 2007, 1 августа — 50 000.
- 2010, 18 января — 100 000[3].
- 2012, 14 апреля — 150 000[4]
- 2020, 13 июня — 200 000.